# Danny Blind
Dirk Franciscus Blind, dit Danny Blind, né le 1er août 1961 à Oost-Souburg, est un footballeur international néerlandais reconverti entraîneur.
Évoluant en tant que défenseur, Blind est sélectionné 42 fois en équipe des Pays-Bas entre 1986 et 1996. Ayant entrepris une carrière d'entraîneur, il est le sélectionneur de la sélection nationale néerlandaise  entre le 1er juillet 2015 et le 26 mars 2017.
Découvert par l'entraîneur Mircea Petescu, Blind est l'un des rares joueurs à avoir remporté les trois coupes d'Europe des clubs (coupe des champions, coupe des coupes et coupe UEFA) avec son club de l'Ajax Amsterdam. Il fait partie du Club van 100. Les 5 joueurs l'ayant fait sont les Italiens Gaetano Scirea, Marco Tardelli et Sergio Brio avec la Juventus, l'Italien Gianluca Vialli avec la Sampdoria Gênes et la Juventus et le Portugais Vitor Baia avec le FC Barcelone et le FC Porto.
Son fils Daley joue au Girona FC et avec l'équipe néerlandaise de football.

## Carrière (joueur)
- 1979-1986 : Sparta Rotterdam  Pays-Bas
- 1986-1999 : Ajax Amsterdam  Pays-Bas[2]

## Palmarès (joueur)

### En club
- Vainqueur de la Coupe Intercontinentale en 1995 avec l'Ajax Amsterdam
- Vainqueur de la Super-Coupe d'Europe en 1995 avec l'Ajax Amsterdam
- Vainqueur de la Ligue des Champions en 1995 avec l'Ajax Amsterdam
- Vainqueur de la Coupe de l'UEFA en 1992 avec l'Ajax Amsterdam
- Vainqueur de la Coupe d'Europe des Vainqueurs de Coupe en 1987 avec l'Ajax Amsterdam (n'a pas joué la finale)
- Champion des Pays-Bas en 1990, 1994, 1995, 1996 et en 1998 avec l'Ajax Amsterdam
- Vainqueur de la Coupe des Pays-Bas de football en 1987, 1993, 1998 et en 1999 avec l'Ajax Amsterdam
- Vainqueur de la Supercoupe des Pays-Bas en 1993, 1994 et en 1995 avec l'Ajax Amsterdam
- Finaliste de la Ligue des Champions en 1996 avec l'Ajax Amsterdam
- Finaliste de la Coupe d'Europe des Vainqueurs de Coupe en 1988 avec l'Ajax Amsterdam

### En équipe des Pays-Bas
- 42 sélections et 1 but entre 1986 et 1996
- Participation au Championnat d'Europe des Nations en 1992 (1/2 finaliste) et en 1996 (1/4 de finaliste)
- Participation à la Coupe du Monde en 1990 (1/8 de finaliste) et en 1994 (1/4 de finaliste)

## Carrière (entraîneur)
- 1999-2005 : (assistant) Ajax Amsterdam
- 2005-2006 : Ajax Amsterdam
- 2012-2015 : (assistant) Pays-Bas
- Juillet 2015-mars 2017 : Pays-Bas